# Lenin (powieść Ferdynanda Ossendowskiego)
Lenin – powieść biograficzna z 1930 polskiego pisarza Ferdynanda Ossendowskiego o współzałożycielu i liderze partii bolszewickiej Włodzimierzu Leninie.
Autor wydał tę książkę w 1930 w Poznaniu w Wydawnictwie Polskim R. Wegnera. W 1990 ukazało się pierwsze wznowienie w warszawskim wydawnictwie Alfa (ISBN 83-7001-354-6). Kolejne wznowienie opracowało wydawnictwo LTW z Łomianek w 2008 (ISBN 978-83-7565-024-2).
Powieść już przed II wojną światową przetłumaczono na szereg języków obcych, m.in. na angielski, czeski, francuski, hiszpański, japoński, niemiecki, słoweński i włoski. Przyczyniła się do poznania prawdy o rewolucji październikowej w Rosji w Zachodniej Europie. We Włoszech po interwencji ambasady sowieckiej w 1932 książka została skonfiskowana, zaś część nakładu zniszczono. Uznaje się, że w publikacji tej autor, jako pierwszy wśród literatów, uderzył w mit Lenina – bożyszcza mas robotniczych i chłopskich. W okresie PRL książka była objęta zapisem cenzury.

## Odwołania w kulturze
- Bohaterowie filmu „Cwał” w reżyserii Krzysztofa Zanussiego, którego akcja dzieje się w okresie stalinizmu, potajemnie czytają książkę Ossendowskiego Lenin.